# Dietrich Kraiss
Dietrich Kraiss (Stuttgart, 16 november 1889 - bij Saint-Lô, 6 augustus 1944) was een Duitse Generalleutnant.
Op 24 maart 1909 ging Kraiss in dienst bij het Duitse leger. Hij kwam terecht in het 126e Infanterieregiment. Tijdens de Eerste Wereldoorlog werkte hij zich op tot Hauptmann.
Toen de Tweede Wereldoorlog uitbrak, kreeg hij van september 1939 tot maart 1941 het bevel over het 90e Infanterieregiment. In juli van datzelfde jaar kreeg hij de leiding over de 168e Infanteriedivisie. Hij hield tot maart 1943 de leiding over deze eenheid. Daarna kreeg hij kort het bevel over de 355e Infanteriedivisie, alvorens hij in november 1943 bevelhebber werd van het 352e Infanteriedivisie. Samen met zes andere divisies was de 352e Infanteriedivisie aan de Normandische kust gelegerd, in afwachting van een mogelijke invasie.
Dietrich Kraiss stierf op 6 augustus 1944 op 54-jarige leeftijd aan zijn verwondingen die hij vier dagen eerder in de buurt van Saint-Lô had opgelopen.

## Militaire loopbaan
- Leutnant: 24 maart 1909[4]
- Oberleutnant: 18 juni 1915[4]
- Hauptmann: 15 juli 1918[4]
- Major: 1 mei 1931[4]
- Oberstleutnant: 1 september 1934[4]
- Oberst: 1 maart 1937[4]
- Generalmajor: 1 februari 1941[4]
- Generalleutnant: 1 oktober 1942[4]

## Decoraties
- Ridderkruis van het IJzeren Kruis (nr.1047) op 23 juli 1942 als Generalmajor: en Commandant van de 168e Infanteriedivisie[4][9][10]
- Ridderkruis van het IJzeren Kruis met Eikenloof (nr.549) op 11 augustus 1944 als Generalleutnant: en Commandant van de 352e Infanteriedivisie / II.Fallschirm-Korps / 7e Leger / Heeresgruppe D (West) (Postuum)[4][9][10]
- Duitse Kruis in goud op 28 februari 1942 als Generalmajor en Commandant van de 168e Infanteriedivisie[11][4][9]
- IJzeren Kruis 1914, 1e Klasse (7 juni 1915[4]) en 2e Klasse (18 september 1918[4])
- Gewondeninsigne 1918 in zwart[4]
- Erekruis voor Frontstrijders in de Wereldoorlog[4][9]
- Ridderkruis in de Huisorde van Hohenzollern met Zwaarden op 9 oktober 1918[4][9]
- Ridderkruis in de Militaire Orde van Verdienste (Württemberg) op 21 juni 1915[4][9]
- Ridder der Tweede Klasse in de Orde van de Leeuw van Zähringen met Zwaarden op 15 september 1914[4][9]
- Anschlussmedaille[4]
- Medaille Winterschlacht im Osten 1941/42[4]
- Herhalingsgesp bij IJzeren Kruis 1939, 1e Klasse (3 oktober 1939)[9][4][12]en 2e Klasse (18 september 1939)[9][4][12]
- Dienstonderscheiding van Leger en Marine (Duitsland) voor (25 dienstjaren)[4]
- Hij werd eenmaal genoemd in het Wehrmachtsbericht. Dat gebeurde op:
- 11 juni 1944[4][9][13]